# Hafizabad
Hafizabad (pendżabski/urdu: حافظ آباد‬) – miasto w Pakistanie, w prowincji Pendżab. Według danych na rok 1998 liczyło 133 678 mieszkańców.
W mieście rozwinął się przemysł zbożowy, olejarski oraz maszyn rolniczych.